# Charlotte von Stein

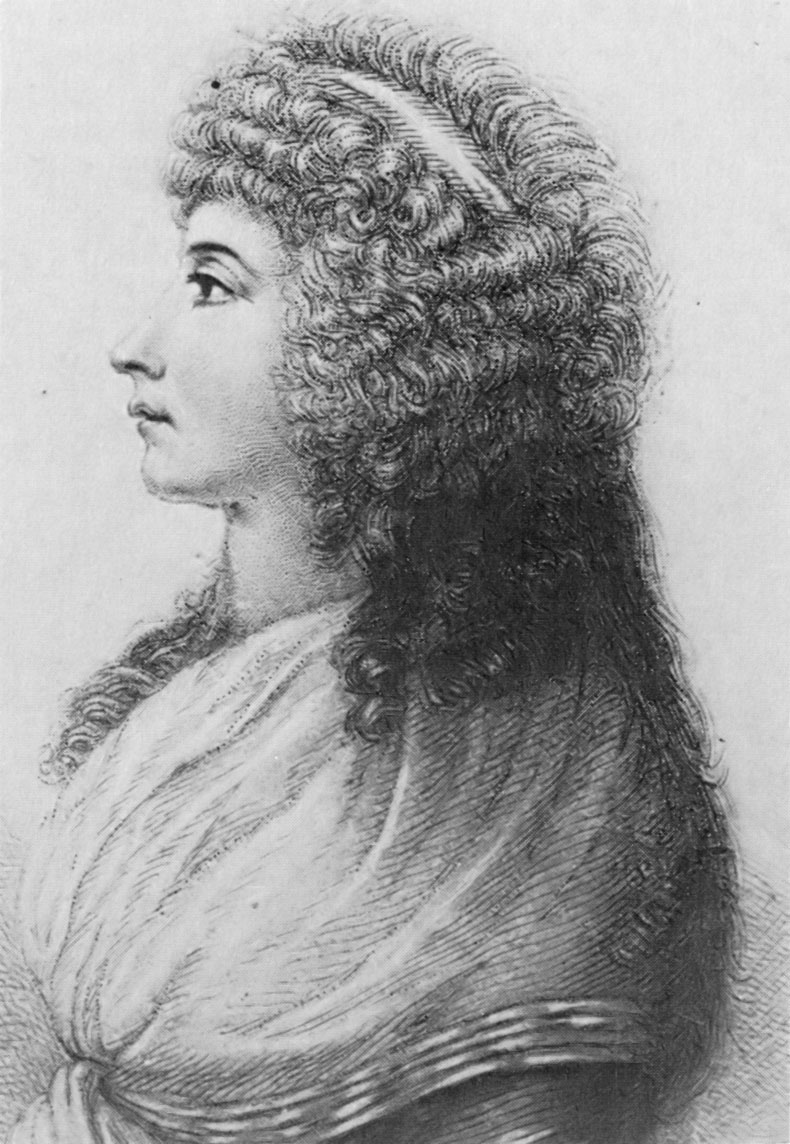
Charlotte von Stein

Charlotte von Stein (Eisenach, 25 december 1742 - Weimar, 6 januari 1827), geboren Albertine Ernestine Charlotte von Schardt, was een Duitse adellijke vrouw, hofdame en schrijfster. Zij was jarenlang de hartsvriendin van Johann Wolfgang von Goethe, en was ook goed bevriend met Friedrich Schiller en Johann Gottfried von Herder. Zij correspondeerde uitvoerig met Goethe en schreef op latere leeftijd een aantal toneelwerken, waarin ze op ironisch-wrange wijze terugkijkt op hun vriendschap.

## Biografie
Charlotte von Schardt was de dochter van Christian von Schardt (1712–1790) en Concordia Elisabeth Irving of Drum (1724-1802). Haar vader stamde uit de Thüringse adel; de familie van haar moeder was van oorsprong Schotse adel. 
Haar vader was hofmaarschalk aan het hof van de hertog van Saksen-Weimar-Eisenach. Haar familie was verarmd, maar probeerde de stand hoog te houden. Haar moeder was streng gelovig en haar vader legde bij de opvoeding van de kinderen sterk de nadruk op het naleven van hoofse omgangsvormen en protocol. Charlotte kreeg van huisleraren onderwijs in lezen, schrijven, rekenen, godsdienst, Frans en muziek.
Hertogin Anna Amalia van Saksen-Weimar-Eisenach nam Charlotte in 1758 op in haar hofhouding als erejoffer en later als hofdame. In 1764 trouwde ze met stalmeester (later opperstalmeester) Josias Freiherr von Stein, eigenaar van een groot landgoed in Großkochberg bij Rudolstadt. Zij kreeg in tien jaar tijd zeven kinderen, waarvan de drie zoons hun kinderjaren overleefden en de vier dochters jong stierven. De vele zwangerschappen en bevallingen ondermijnden haar lichamelijke en geestelijke gezondheid.
Haar man was vaak op reis met hertog Karel August van Saksen-Weimar-Eisenach, de zoon van Anna-Amalia. Von Stein verbleef relatief weinig aan het hof en was veel in Großkochberg en in haar huis in Weimar. In Großkochberg hield ze zich bezig met het verfraaien van het huis en de tuinen, maar ook met de exploitatie van de landbouwgronden en het bos.
Zij had grote belangstelling voor muziek en literatuur; zelf schreef ze poëzie en tekende. Zij wordt door tijdgenoten omschreven als gereserveerd, nuchter en ironisch, maar ook als melancholiek en gevoelig. Zij stond bekend als erudiet.

## Vriendschap met Goethe
In november 1775 kwam Johann Wolfgang Goethe naar Weimar, waar hij zich in dienst van de hertog bezig ging houden met het bestuur van het hertogdom. Von Stein was al een bewonderaar van Goethe, die een jaar eerder in heel Europa beroemd was geworden met zijn roman Die Leiden des jungen Werthers. Hij vond in Charlotte von Stein een zielsverwant en werd verliefd op haar. Vanaf hun eerste ontmoeting schreef Goethe Von Stein bijna dagelijks brieven en briefjes, waarbij de toon van de correspondentie steeds vertrouwelijker werd. Von Stein was vereerd door de aandacht van de beroemde schrijver, maar eiste van hem terughoudendheid en zelfbeheersing. Ook was ze bang dat de enge vriendschap haar reputatie schade zou doen; ze ontzegde hem zelfs tijdelijk de toegang tot haar huis. 
Er ontwikkelde zich over de jaren een zeer hechte vriendschap. Goethe betrok Von Stein in alle aspecten van zijn leven en besprak met haar tot in detail zijn werk als kunstenaar, ambtenaar en natuurwetenschapper. Von Steins oudste zoon Fritz woonde vanaf 1783 bij Goethe in huis en werd onder zijn leiding opgevoed.

## Invloed op werk
Von Stein was een belangrijke figuur in het Weimar classicisme. Zij was een centrale persoon in een uitgebreide intellectuele vriendenkring, waartoe ook het echtpaar Herder behoorde. Zij had vriendschappelijke banden met Goethe’s boezemvriend Schiller en diens vrouw, en was een vertrouwelinge van hertogin Louise van Saksen-Weimar-Eisenach, de echtgenote van hertog Karel August.

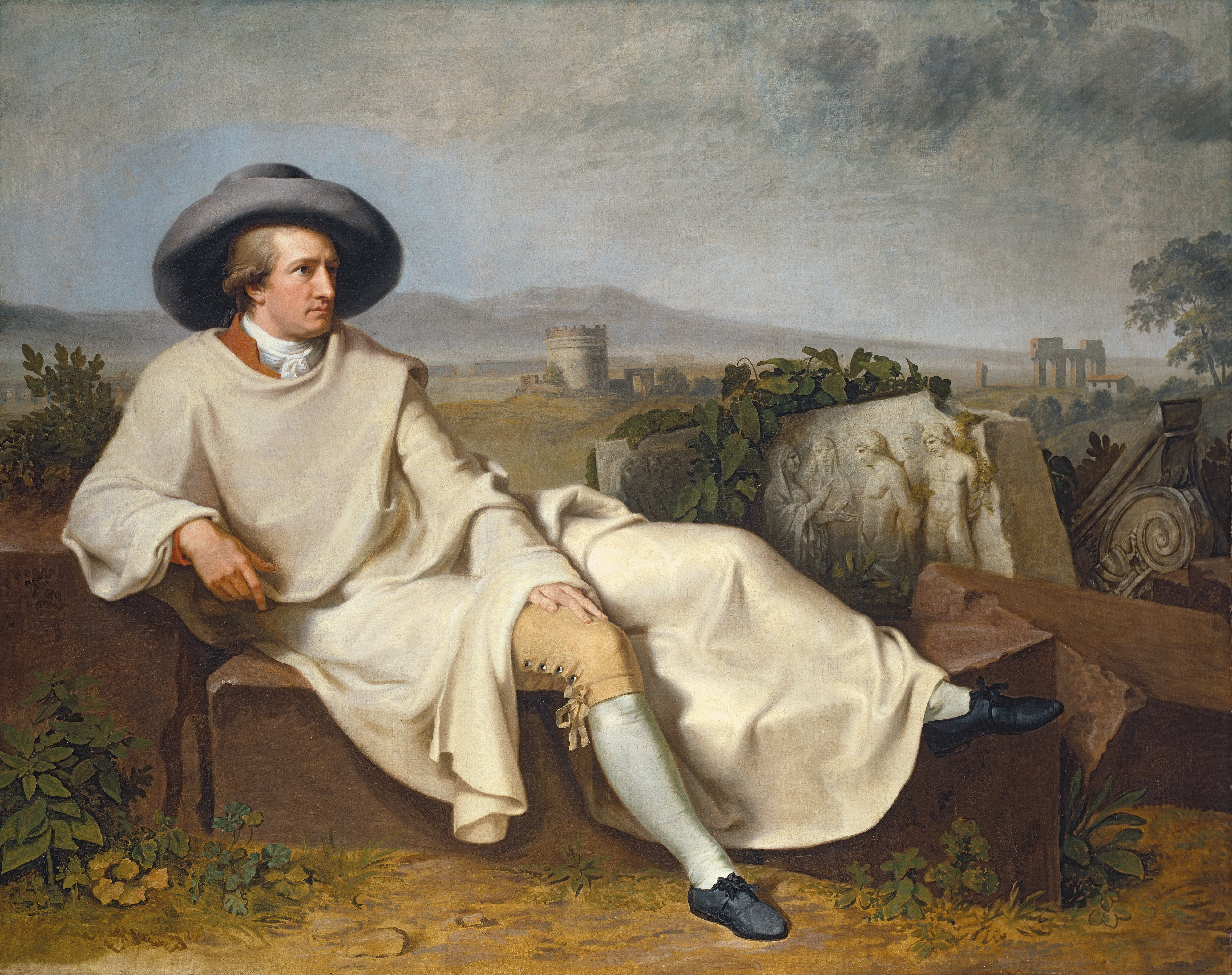
Johann Wolfgang Goethe - 1787. Geschilderd door Tischbein

Von Stein wordt algemeen gezien als de belangrijkste persoon in het leven van Goethe in de eerste tien jaar van zijn verblijf in Weimar. Ook Goethe zelf heeft herhaaldelijk geschreven over haar invloed en de kalmerende werking die haar sereniteit op hem had. Goethe's personages Iphigenie (in Iphigenie auf Tauris) en Leonore von Este in Tasso hebben trekken van Charlotte von Stein. In de loop der jaren kwamen er echter spanningen in de relatie. Charlotte von Stein stelde hoge eisen aan de mensen in haar omgeving, en bleef vasthouden aan gepaste afstand in de verhouding met Goethe. Er is veel over gespeculeerd of de relatie tussen Goethe en Von Stein meer dan platonisch was. Dit werd o.a. door Schiller stellig ontkend.

## Bekoeling
De vriendschap werd beschadigd toen Goethe in 1786 onaangekondigd en zonder afscheid van Von Stein te nemen voor twee jaar naar Italië vertrok. Von Stein was teleurgesteld en voelde zich in de steek gelaten, hoewel Goethe haar uit Italië bleef schrijven en een dagboek voor haar bijhield. Enkele maanden na Goethes terugkeer in Weimar in 1788 kwam het tot een definitieve breuk toen Goethe een affaire begon met Christiane Vulpius, een vrouw uit een lagere sociale klasse, met wie hij ging samenwonen. Von Stein vroeg Goethe haar brieven terug, en vernietigde ze. De meer dan 1600 brieven die Goethe aan Von Stein schreef zijn grotendeels bewaard gebleven en gepubliceerd.
In 1787 verloor Von Stein haar tweede zoon Ernst en in 1793 overleed haar echtgenoot. In deze periode begon ze zelf te schrijven. Ze schreef vier toneelstukken waarin ironisch-wrange verwijzingen naar haar vriendschap met Goethe te vinden zijn.
Pas na 1800 werden de banden tussen Goethe en Van Stein weer enigszins vriendschappelijk, waarbij het verdriet om het verlies van de gezamenlijke vriend Schiller in 1805 een verzoenende rol heeft gespeeld. Zij heeft echter altijd een afkeer gehouden van Christiane Vulpius over wie ze met openlijke spot en minachting schreef, ook nadat Goethe en Vulpius in 1806 waren getrouwd.

## Overlijden
Charlotte von Stein overleed in 1827 op 84-jarige leeftijd, lichamelijk verzwakt maar mentaal helder. Zij had opdracht gegeven dat haar rouwstoet niet langs Goethe's huis aan het Frauenplan in Weimar mocht gaan, om hem niet te storen.

## Literair werk
In 1793 schreef Von Stein Rino, een klein toneelstuk waarin vier vrouwen strijden om de gunsten van een kokette rokkenjager die trekken van Goethe heeft. Von Stein verwerkte haar boosheid over de breuk met Goethe ook in de tragedie Dido (1794) over de koningin van Carthago die verlaten wordt door Aeneas. In dit stuk spreekt ze haar zorgen uit over de gevolgen van de Franse Revolutie voor Duitsland. Dat thema kwam ook terug in het blijspel Die Verschwörung gegen die Liebe. Haar laatste werk is Die zwey Emilien, Drama in 4 Aufzügen (1803), een komedie over de intriges rond een man en twee vrouwen. Dit is het enige werk dat tijdens haar leven verscheen. Door bemiddeling van Schiller werd het anoniem gepubliceerd.